# みたかりん
みたか りんは、日本の女性声優。大分県出身。以前はRock'n' Banana Actors（ジュニア）に所属していた。現在はフリー。主にアダルトゲームに声をあてている。

## 人物
- インターネットラジオ、ほめられてのびるらじおZのラジオCD Vol.11 特別編に収録されている「果実声優」の企画でデビュー前の声優の芸名を決めることになり、「みたかりん」と命名された。名付け親は声優の東かりんである。
  - 名前には、かりんの他にみかんも入っている。正式な呼び方は「みたか りん」である。
- twitterを2014年10月27日から始めており、挨拶は名前に懸けて「おはかりん」「おつかりん」である。
- 2016年4月1日よりRock'n' Banana Actorsのジュニア所属となった[2]。その後、2019年3月29日付で退所した[3]。

## 主な出演作品
太字は主役もしくはヒロイン

### ゲーム

#### PCゲーム
2015年
- パニカル☆コンフュージョン（如月・クレメンテス・七穂）
- 戦極姫6〜天下覚醒、新月の煌き〜（片倉景綱、本多忠勝、山内憲政）
- 姉とプリンセスは嫌われたくない（しろっぷ）
- エロ漫画家さんと貧乏姉妹（鈴木芽美）

2016年
- 天極姫2 ～覇権争奪、幻妖の将星～（白鐸）
- 淫靡蕩少女 ―抗いし純真なる少女― ブランニュー版:リリイ編（リリィ）
- 遊聖天使プリマヴェールDrei（ホップ）
- 戦極姫7 ～戦雲つらぬく紅蓮の遺志～（立花 宗茂）
- 恋は夢見る妄烈ガール!（汐崎 ユキ）
- 遊聖天使プリマヴェールDrei ダークミッション（ホップ）

2017年
- 魔物娘の育て方 ～ラミア&ハーピー～（ネイ）
- ビッチ姉妹が清純なはずがないっ!!（品川 黒子）
- ESEX シコルスキー INTERNEETセキュリティクラウド2017（アムネス）
- あなたに恋する恋愛ルセット（橘 ののか）
- Re;Lord 第三章 ～グローセンの魔王と最後の魔女～（ヴィルフリート）
- 三極姫5 ～飛将光臨・戦煌の闘神～（張角）

2018年
- 妹ぱらだいす!3 ～お兄ちゃんと5人の妹のすご～く!エッチしまくりな毎日～（七瀬 ざくろ）
- 少女グラフィティ（羽前 千歳）
- 夏色ラムネ（山崎 佳奈子）
- ずっと前から女子でした（風間 星名）
- にゃんと素敵な夏色デイズ（ライム）
- コイカツ!（ひねくれ、ボーイッシュ、不幸少女）
- 恋するココロと魔法のコトバ（星詠 ましろ）
- 闇染Revenger －墜ちた魔王と堕ちる戦姫－（女神フェイン）
- シスパコ ～Hな甘辛4姉妹～（白鳥 鈴）
- 零れ落ちる少女たち ～パパ活JC快楽堕ちの記録～（すずか）
- ココロが繋ぐ恋標（九条 姫乃）
- 空に刻んだパラレログラム（天童 悠未）

2019年
- SPIRAL!!（ヒヤシンス）
- 猫忍えくすはーと3（石川 沙奈）
- 敏感巨乳美少女ツンふわ癒らしマッサージ（春見 彩萌）
- 白刃きらめく恋しらべ（三島 みくる）

2020年
- 上倉雛のヒミツ ～ごほうびは私のカラダ♪～（高井 桃羽）
- リアルエロゲシチュエーション!2（七峰 ななこ）
- 放課後シンデレラ（築島 つくし）
- 異世界酒場のセクステット（ルピナス）

2021年
- 彼女は友達ですか? 恋人ですか? それともトメフレですか? Second（藤堂 麗香）
- コイカツ！サンシャイン（ボーイッシュ/ひねくれ/不幸少女）

2022年
- ヘンタイ・プリズン（我妻 樹里亜）
- ホームメイドスイートピー（花菱 牡丹）
- なつのの ひやけあと（奈胡 夏音）
- 黒ギャル子ちゃんとしっぽり温泉旅行 ～Hしまくり三泊四日の旅～（きーちゃん）

2023年
- JINKI -Unlimited-（エルニィ 立花）

2024年
- 刹那にかける恋はなび（柳生 クロメ）
- 美少女万華鏡異聞 雪おんな（白雪 姫）
- 同級生2リメイク (榊原 みゆき)
- 彼女は友達ですか? 恋人ですか? それともトメフレですか? W（藤堂 麗香）

2025年
- Clover Memory's（ユナ＝ベルリック）
- ギャルズフィクション（神志那 葵）

- 猫忍えくすはーとSPIN!2（石川 沙奈）

#### ソーシャルゲーム
2014年
- 淫魔降臨デビル☆カーニバル（ガイア）

2018年
- 宝石姫（フォスフォフィライト、カルメルタザイト）

2019年
- 要塞少女（ヒルダ、ソフィア、ラナ、ジュルナ[12]）

2021年
- エンジェリックリンク（ルシフェル）

### 音声作品
- ヤンデレ後輩ちゃんがあなたを想いすぎて発情えっちv（風見 凪）
- 耳舐めにゃんにゃん天国（ココア）
- つんつん仔猫のあまらぶ発情期♪（あくあ）
- ダウナー仔猫のふるふる発情期♪（ありあ）
- ASMR貧乳彼女に叱られたいアニメ版（貧乳彼女）